# Instituto Viver Basquetebol
L'Instituto Viver Basquetebol era un club brasiler de basquetbol de la ciutat de Brasília.
El club va ser creat el 2000 a la Universitat Salgado de Oliveira (UNIVERSO). A partir de l'any 2007 el clubs inicià una etapa de domini al basquetbol nacional. A partir de 2009 el club s'associà al Centro Universitário de Brasília (UniCEUB). L'any 2013 guanyà la seva segona Lliga sud-americana i la tercera la temporada 2015-16, L'any 2017 va perdre el suport de UniCEUB i deixà la lliga brasilera.
Evolució del nom:
- 2000-2009: Universo/Brasília
- 2009-2017: UniCEUB/Brasília

## Palmarès
- Lliga de les Amèriques de la FIBA:
  - 2008-09
- Lliga sud-americana de bàsquet:
  - 2010, 2013, 2015
- Campionat brasiler de bàsquet: 
  - 2007, 2009-10, 2010-11, 2011-12
- Campionat Brasil de Basquete:
  - 2003, 2004
- Campeonato Brasiliense de Basquete:
  - 2002, 2003, 2004, 2005, 2006, 2007, 2008, 2009, 2010, 2013, 2015, 2016